# Franco Zulian
Franco Zulian (Roma, 2 gennaio 1953) è un compositore e polistrumentista italiano.

## Biografia
Franco Zulian nasce a Roma il 2 gennaio del 1953. Entrambi i genitori erano originari di Milano e dopo essersi trasferiti presso il capoluogo laziale, si appassionarono alla musica, specialmente quella romana. Nel febbraio del 1966, a soli tredici anni, si appassiona in maniera particolarmente intensa per il mondo della musica e comincia a studiare qualche anno dopo diversi strumenti musicali, tra cui la tastiera elettronica, il pianoforte, la fisarmonica e altri ancora, dedicandosi sostanzialmente anche alle composizioni musicali.
I suoi genitori, morirono prematuramente e tristemente per un terribile incidente d'auto avvenuto a Roma nel 1970. Terzo di tre figli, si trasferisce per un certo periodo presso la casa della sua zia Anna a Milano e continua i suoi studi per la musica. Compiuti pienamente tutti i passi per coltivare i suoi sogni di tipo musicale, consente nel 1973 la realizzazione del celebre gruppo musicale italiano Armonium (fino ad ottenere un contratto con la EMI Italiana), che inizialmente lo costituisce proponendo dei brani inediti composti dallo stesso Zulian con la collaborazione di Enzo Stavolo, che canterà nel gruppo dal 1975 al 1979.
Franco Zulian, da quel momento, oltre a collaborare come compositore per i brani musicali degli Armonium dal 1973 fino al suo ultimo anno di carriera musicale con loro, ne farà anche parte come tastierista dal 1975 al 1980, e comporrà quasi tutte le loro canzoni dal giorno in cui formò quest'ultimo gruppo fino all'ultimo momento musicale.
Nel 1976 riscuote un discreto successo componendo la canzone Wanted, brano che gli Armonium presenteranno nella maggior parte dei loro concerti con modesto ascolto.
Nel 1980 partecipa come compositore e tastierista alla trentesima edizione del Festival di Sanremo suonando e scrivendo la musica del noto brano musicale Ti desidero, canzone con cui lui stesso e gli Armonium non raggiungono la finale di quell'edizione sanremese.
Nel 1982, dopo aver abbandonato ormai da due anni il famoso gruppo musicale che lui stesso formò e dopo aver esordito alla Yep, realizza un album insieme al cantante Mauril dal titolo Mauril+Zulian, album musicale in cui sono presenti nove tracce tutte composte da lui esclusa una intitolata Se te ne vai, composta dal compositore pugliese Elio Palumbo.
L'anno successivo, con la stessa casa discografica, partecipa come pianista, tastierista e fisarmonicista all'album musicale Gocce di vita del cantautore e compositore italiano Massimo Bizzarri, con la partecipazione di tanti altri volti musicali come il popolare batterista napoletano Vincenzo Restuccia.
Nel 1987 vince insieme a Pupo la trentesima edizione dello Zecchino d'Oro componendo la musica di Canzone amica, brano musicale interpretato in quell'edizione da Fabio Etter e incluso due anni dopo nell'album Quello che sono dello stesso cantautore toscano.
Nel 1989 raggiunge un grande livello di ascolto componendo i brani Do know yourself e Je suis la femme per il gruppo musicale Venus 1999, brani musicali realizzati con la collaborazione di Sergio Sdraule e inclusi in un loro disco dello stesso anno intitolato The sound of transex lovers.
Negli anni duemila esordisce alla casa discografica Edizioni Paoline con la collaborazione di Daniela Cologgi e Claudio Scotti Galletta. Con quest'ultimi artisti musicali compone tutte le canzoni dell'album Piccola storia di Gesù pubblicato nel 2005 e dell'album La festa del grazie pubblicato invece due anni dopo.